# Tras De Mí
Tras de mí – singiel meksykańskiej grupy RBD, znajdujący się na płycie Nuestro Amor, nagranej w 2005 roku. Jeden z największych hitów RBD. Przez długi czas piosenka ta promowała III temporadę telenoweli Rebelde oraz została wykorzystana w jej czołówce.

## Notowania w różnych krajach
| Rok  | Tytuł        | Album          | Miejsce | Miejsce | Miejsce | Miejsce |
| Rok  | Tytuł        | Album          | USA     | MEX     | BRA     | latin   |
| ---- | ------------ | -------------- | ------- | ------- | ------- | ------- |
| 2006 | "Tras de mí" | "Nuestro Amor" | 2       | 1       | -       | 9       |